# Jack Ayre
Ivor Ernest „Jack“ Ayre (* 1894 in Devonshire, England; † 1977) war ein kanadischer Pianist und Komponist.

## Leben
Ayre wanderte 1910 nach Kanada aus und arbeitete dort als Stummfilmpianist. 1916 wurde er zur kanadischen Armee eingezogen. Er kam nach Europa und wurde 1917 Pianist, gelegentlich Dirigent und musikalischer Leiter der Dumbells, der Concert Party der 3. Kanadischen Division. Die Gruppe diente der Truppenbetreuung, und Ayre komponierte für sie u. a. die Erkennungsmelodie, den The Dumbell Rag.
Nach dem Krieg wurde aus den Dumbells eine zivile reisende Band und Varietegruppe, der Ayre, wiederum als Pianist und musikalischer Leiter, angehörte. Die Truppe wurde sehr populär und tourte mit dem Stück Biff, Bing, Bang von 1919 bis 1921 durch die USA, Kanada und England. Es wurde 12 Wochen en suite am Ambassodor gespielt und war die erste kanadische Revue, die am Broadway lief; Ayre wurde so zum ersten Kanadier, der am Broadway dirigierte.
Es folgten weitere Shows:  The Dumbells Revue (1922), Carry On (1922), Cheerio (1923), Oh, Yes and Aces High (1924), Lucky 7 (1925), Three Bags Full, Joy Bombs, That's That and Let'er Go (1926) Oo! La! La! (1927), Why Worry? (1928), Here 'Tis and Come Eleven (1929), Happy Days (1930), As You Were (1931) und The Dumbells (1933). 
In der Folge der Weltwirtschaftskrise wurde die Gruppe aufgelöst, Ayre trat in der Folgezeit weiterhin als Pianist in Clubs und bei Veranstaltungen auf.